# Розпушуваність гірських порід
Розпушуваність гірських порід (рос. разрыхляемость горных пород, англ. rippability of rocks; нім. Auflockerungsvermögen n der Gesteine) – здатність до розукрупнення, розпушення. Розпушення здійснюється шляхом природної або штучної зміни стану гірських порід (обвалення, здимання, вивітрювання, вибух, механічне руйнування і т.д.). 
Р.г.п. істотно залежить від їх властивостей (фізичних параметрів і структури), а також від способів і засобів здійснення. 
Для загальної технол. оцінки. Р.г.п. може бути використаний показник важкості руйнування Пр, що враховує тип гірської породи, гірничогеологічні умови, тріщинуватість гірських порід і розмір структурного породного блоку. Велику роль при оцінці і аналізі Р.г.п. відіграють геом. характеристики розпушених гірських порід, серед яких – коефіцієнт розпушення, гранулометричний склад, форма і розмір шматків (частинок), зовнішня питома поверхня матеріалу. 
Коеф. розпушення деяких порід: 
- пісок 1,05–1,2,
- вугілля буре 1,02–1,4,
- скельні породи 1,4–2,5.